# Kute Tanyung
Kute Tanyung is een bestuurslaag in het regentschap Bener Meriah van de provincie Atjeh, Indonesië. Kute Tanyung telt 292 inwoners (volkstelling 2010).